# Suipacha (Buenos Aires)
Pour les articles homonymes, voir Suipacha.
Suipacha est une localité argentine située dans le partido homonyme, dans la province de Buenos Aires. Ses principales activités économiques sont l'agriculture et l'élevage.

## Histoire
La localité a été déclarée ville par la loi provinciale no 8.105, adoptée en 1973.

## Géographie
Suipacha est située au nord-est de la province de Buenos Aires, dans ce qu'on appelle la Pampa Ondulada, à 126 km de Buenos Aires sur la route nationale 5. La Ruta del Queso est située aux km 114 et 131 de la route nationale 5. Elle est reliée à ces localités Mercedes et Chivilcoy à la ville de Buenos Aires par le Ferrocarril Sarmiento par l'Estación Suipacha.

## Démographie
La localité comptait 10 081 habitants (Indec, 2010), ce qui représente une augmentation de 17,5 % par rapport au précédent recensement qui comptait 7 149 habitants en 2001.

## Religion
| Diocèse  | Mercedes-Luján             |
| -------- | -------------------------- |
| Paroisse | Nuestra Señora del Rosario |